# Ретиро (Буэнос-Айрес)
Ретиро (исп. Retiro) — район на востоке Буэнос-Айреса. Расположен между улицами Сесилии Грирсон, Кордовы, Уругвая, Монтевидео, ул. 10-й и рекой Ла-Плата. Граничит с районами Пуэрто-Мадеро и Сан-Николас на юге, Реколета на северо-западе и рекой Ла-Плата на северо-востоке.
Ретиро является крупным транспортным узлом Буэнос-Айреса, здесь находится порт и три железнодорожных вокзала.

## История

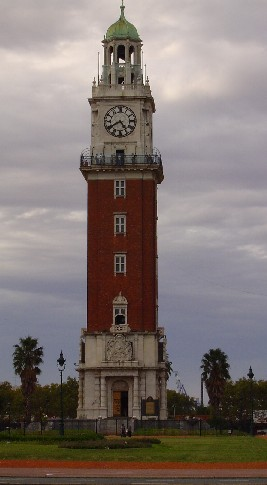
Торре Монументаль

Земли, где сейчас находится район Ретиро, находились далеко от места, где был основан Буэнос-Айрес. По легендам, его название (исп. Retiro — одиночество, отдаленное место) обязано своим существованием Себастьяну Гомесу, компаньону Педро де Мендосы, который, убив человека, раскаялся и устроил себе скит в отдаленном месте, где замаливал свои грехи. Он также построил большой крест, который через 50 лет нашла экспедиция Хуана де Гарая.
По другой версии крест был установлен людьми Гарая для обозначения границ города. Крест также указан на карте Буэнос-Айреса 1608 г. с подписью «Скит Святого Себастьяна».
В 1692 год в Аргентине губернатор Агустин де Роблес купил 300 квадратных локтей на месте современной площади Сан-Мартина. Там он построил свой летний дом под названием Эль Ретиро, который имел 39 комнат и 3 зала. В 1703 дом купил коммерсант Мигель де Риглос, в результате местность стала называться Кинта-де-Риглос.
В 1718 год в Аргентине поместье было продано английской «Компании Южных морей», которая занималась работорговлей. В 1739 оно было экспроприировано и в 1761 превращено в казармы для драгун. В 1787 здание было вновь возвращено рабовладельческой компании.
14 октября 1801 год в Аргентине на месте, где сейчас находится площадь Сан-Мартина, была открыта арена для боя быков, которая вмещала 10 тысяч человек. Она работала до 1819 года. Арену с центром Буэнос-Айреса объединяла улица Флорида, первая мощёная улица города.
Во время английских вторжений в Буэнос-Айрес в 1806—1807 годах Ретиро стал местом ожесточенных боев. В последующие годы драгуны, гусары и, наконец, гренадеры Хосе де Сан-Мартина использовали эту местность для расквартирования.
В 1822 арена для боя быков была снесена. Зато здесь были построены артиллерийские мастерские и пороховые склады. В 1852 их использовали войска Хусто Хосе де Уркиса.
В 1856 здесь разместилась газовая компания, которая занималась освещением улиц города.
В 1857 год в Аргентине началось строительство железной дороги, которая соединила Буэнос-Айрес с городом Сан-Фернандо. В 1862 президент Митре торжественно открыл железную дорогу и вокзал в Ретиро.
В 1860 год в Аргентине был объявлен конкурс на лучший проект центральной площади Ретиро, который выиграл инженер Хосе Канале. Согласно его плану площадь была засажена деревьями, а в 1862 году была установлена конная статуя Сан-Мартина. Впоследствии площадь также получила имя Сан-Мартина.
В 1864 склады боеприпасов артиллерии взорвались, сильно повредив здания.

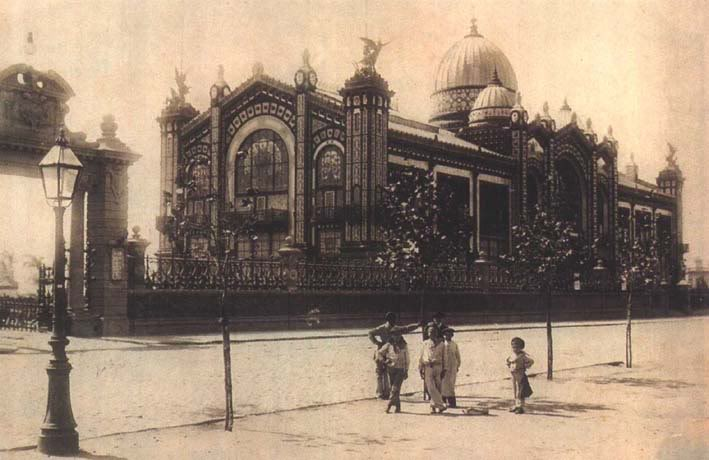
Аргентинский павильон

В 1866 Эмилио Бикерт начал строительство пивзавода в Ретиро на современной улице Эсмеральда.
В последующие десятилетия Ретиро быстро рос и развивался. Особенно значительный толчок для развития район получил во время эпидемии жёлтой лихорадки 1871 года, когда многие семьи из центра Буэнос-Айреса бросали свои жилища и бежали на окраины от болезни.
В 1891 военные сооружения Ретиро были снесены, чтобы освободить место для Аргентинского павильона, который представлял страну на Всемирной выставке в Париже 1889 года. До 1933 года в этом павильоне размещался Национальный музей изящных искусств. В 1936 павильон и несколько окрестных зданий были снесены для расширения площади Сан-Мартина.

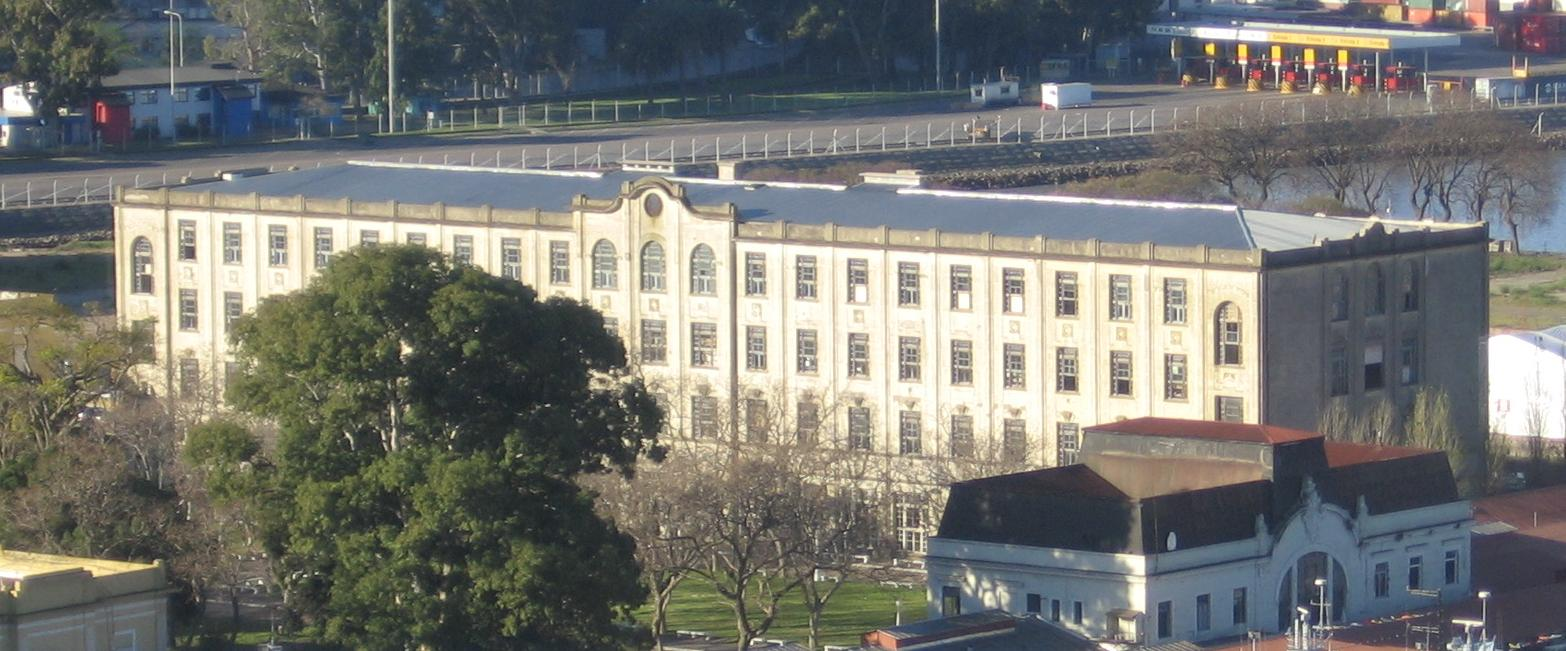
Отель иммигрантов

В 1916 году на площади ВВС Аргентины была установлена Памятная башня Торре Монументаль, подаренная Великобританией в честь столетия провозглашения независимости Аргентины. Сейчас эта башня является одним из символов Ретиро.
Во время наплыва иммигрантов в Аргентину Ретиро был одним из мест, где оседало наибольшее количество приезжих. Здесь располагались бараки для переселенцев, которые ныне превращены в музей. Впоследствии в Ретиро возник бедняцкий квартал, который сейчас является одним из крупнейших в Аргентине.
В июле 1961 год в Аргентине открыта Площадь Канады, в центре которой стоит резной тотемный столб, подаренный правительством Канады.

## Транспорт

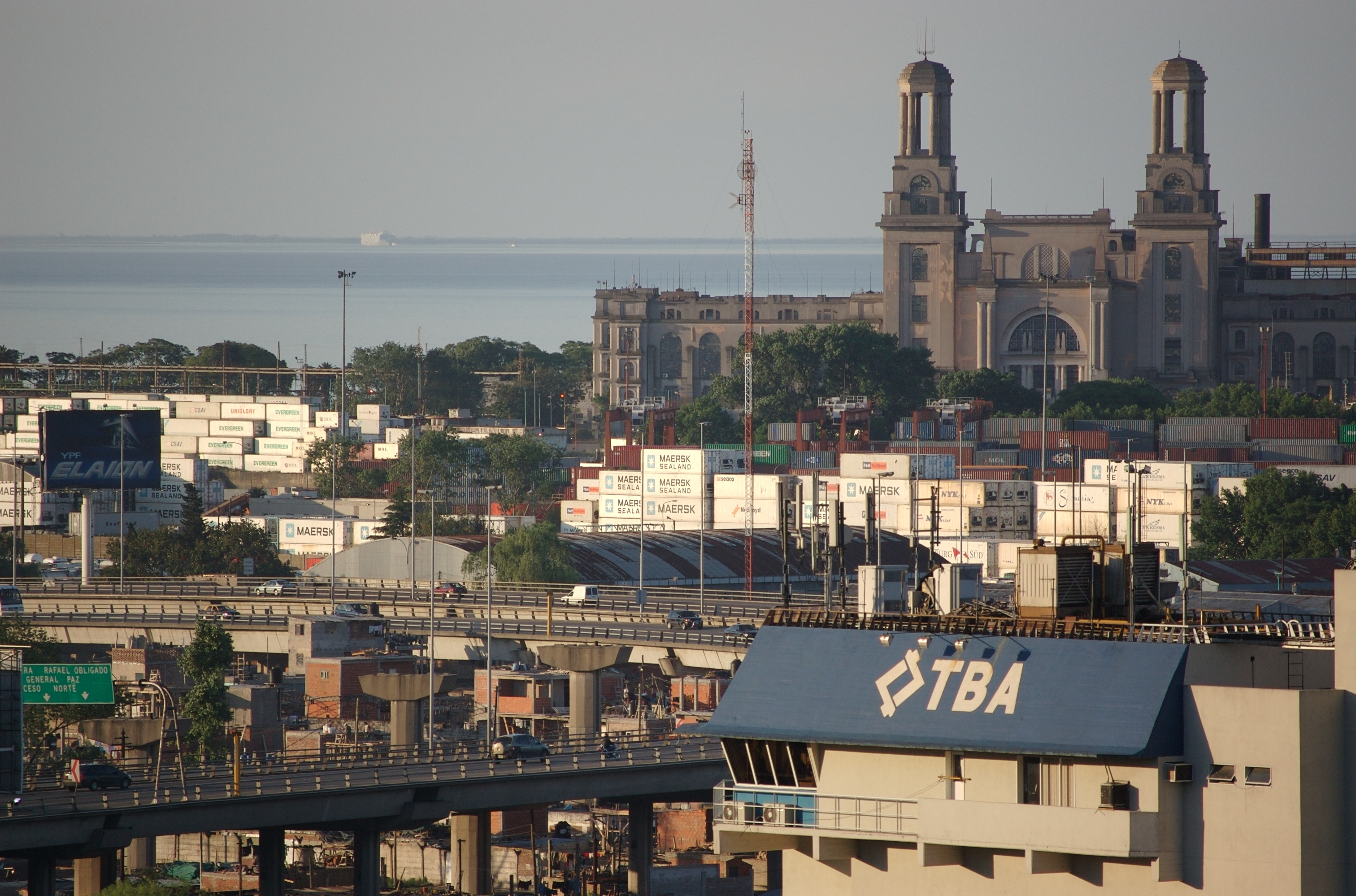
Порт

Ретиро является важным транспортным узлом Буэнос-Айреса. Здесь находится автовокзал и конечная остановка автобусных маршрутов 5, 6, 7, 9, 10, 17, 20, 22, 23, 26, 28, 33, 45, 50, 56, 59, 60, 61, 62, 67, 70, 75, 91, 92, 93, 99, 100, 101, 106, 108, 109, 111, 115, 126, 130, 132, 140, 143, 150, 152, 180. Кроме того, в Ретиро расположены станции метрополитена на линиях , .
Также здесь находится штаб-квартира порта Буэнос-Айреса, откуда в частности ходят паромы в Уругвай.
В Ретиро расположены три вокзала, которые являются конечными остановками на железных дорогах имени генерала Бартоломе Митре, генерала Мануэля Бельграно и генерала Сан-Мартина.